# Мамич, Милош
Милош Мамич (серб. Милош Мамић; 1918, Омарска — 13 апреля 1942, Юговац) — югославский партизан Народно-освободительной войны, Народный герой Югославии.

## Биография
Родился в 1918 году в деревне Омарска близ Приедора. Воспитанник сербской попечительской организации «Привредник». 22 августа 1930 отправился в Белград на учение к мастеру Карфику Бедриху. Работал на сталелитейном заводе перед войной, с 1937 года член Коммунистической партии.
Милош состоял в рабочем движении Белграда, был избран одним из его руководителей. Участвовал в различных стачках и забастовках, был членом Белградского горкома ЦК КПЮ, с 1939 года состоял в ЦК Компартии Сербии. В 1941 году ушёл в партизанское подполье после начала войны с Германией.
13 апреля 1942 вместе с Станимиром Вельковичем Милош Мамич выполнял операцию по разведке Топлицкой области. В селе Юговац близ Прокупле оба попали в засаду болгарской полиции. Мамич и Велькович оказали сопротивление и погибли в бою, закидав последними гранатами полицейских и попытавшись вырваться из кольца окружения.
Указом Президиума Народной Скупщины ФНРЮ от 5 июля 1951 Милош Мамич был посмертно награждён званием Народного героя Югославии.